# Аледо
Аледо (ісп. Aledo) — муніципалітет в Іспанії, у складі автономної спільноти Мурсія. Населення — 1053 особи (2010).
Муніципалітет розташований на відстані близько 340 км на південний схід від Мадрида, 44 км на південний захід від Мурсії.
На території муніципалітету розташовані такі населені пункти: (дані про населення за 2010 рік)
- Аледо: 907 осіб
- Лос-Альйосос: 2 особи
- Лас-Каналес: 79 осіб
- Ноніай: 13 осіб
- Монтісоль-де-Еспунья: 45 осіб
- Паталаче: 7 осіб

## Демографія
Динаміка населення (INE ):

## Галерея зображень

Розташування муніципалітету Аледо у провінції Мурсія
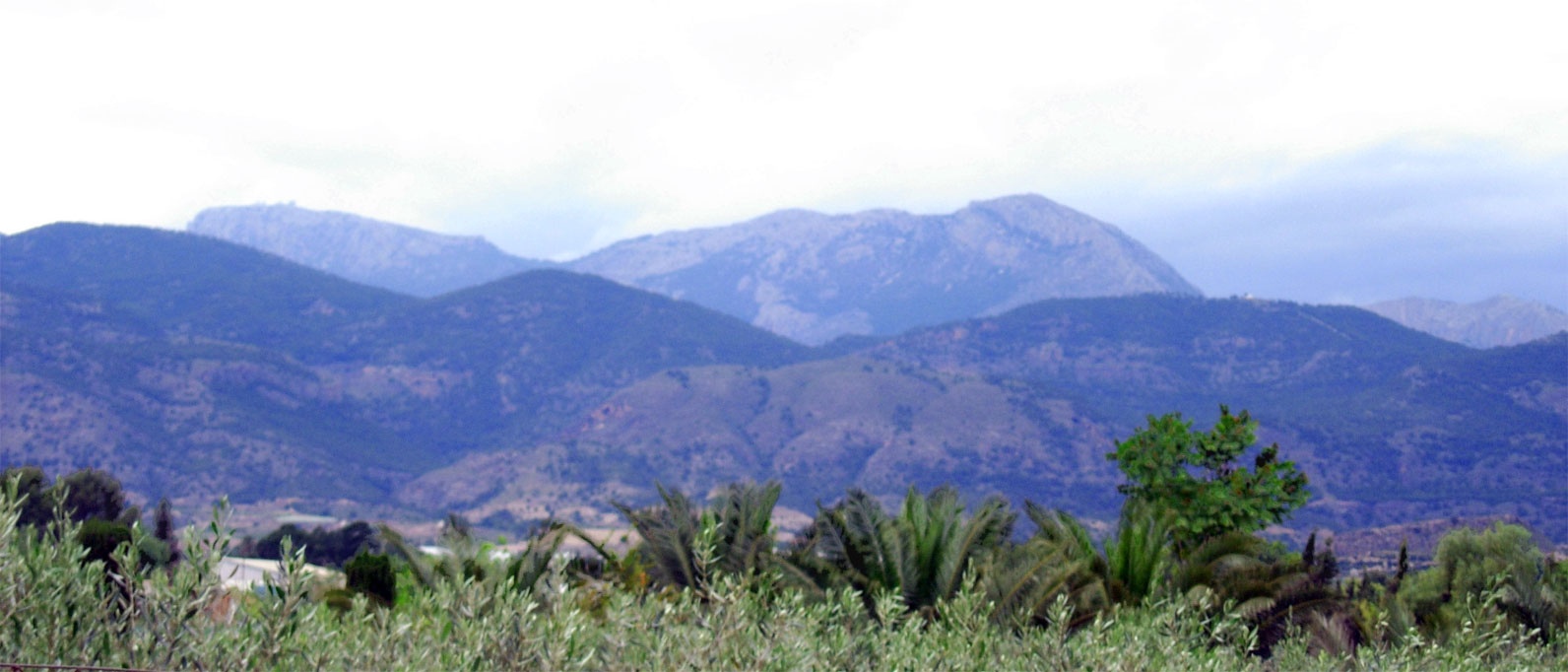
Сьєрра-Еспунья з долини річки Гуадалентін